# Sarepebê
Sarepebê ou sarapebê é um cargo sacerdotal no candomblé, entregue a uma pessoa de confiança, encarregado de ser o porta voz (similar a relações públicas) dos orixás, babalorixás e da comunidade. É um cargo dirigido por pessoas eloquentes.  